# Super Star Wars
Super Star Wars é o primeiro de uma série de três jogos para Super Nintendo que foram baseados nos três primeiros filmes da saga Star Wars. Super Star Wars foi lançado em 1992 para SNES e mais tarde relançado em 2009 para o Wii Virtual Console. O termo "Super Star Wars" pode se referir ao primeiro jogo ou para os três jogos coletivamente.
Todos os três são essencialmente jogos de plataforma, embora todos eles possuam fases que apresentam desafios de outros gêneros, como dirigir um Speeder ou pilotar um X-Wing. Todos os três jogos também apresentam vários personagens com habilidades diferentes.